# La ricerca letteraria
La ricerca letteraria è stata una collana della casa editrice Giulio Einaudi Editore, nata nel 1965 e chiusa nel 1984. In realtà, si trattava quasi di quattro collane, dalle uscite non sempre regolari: aveva una sezione italiana (con copertina rossa), una straniera (argento-grigia), una di saggistica (verde) e una d'arte, musica e teatro (blu).

## Serie rossa
La serie rossa, apertamente diretta da Guido Davico Bonino, Edoardo Sanguineti e Giorgio Manganelli, aveva testi di letteratura sperimentale italiana, e si proponeva di "rispecchiare le linee di lavoro dei giovani scrittori nella narrativa, nella poesia, nel teatro". Dopo il testo, seguiva qualche pagina in corsivo (firmata da un critico o comunque da un "presentatore" ufficiale, a volte uno dei tre curatori) con qualche notizia sul libro e brevissime note biografiche sull'autore. Nessuno dei titoli è stato riproposto successivamente in altre collane. La maggior parte degli autori era all'esordio.

I titoli della collana furono:
- 1. Alice Ceresa, La figlia prodiga (1967)
- 2. Giuliano Scabia, All'improvviso & Zip (1967)
- 3. Roberto Di Marco, Telemachia
- 4. Rossana Ombres, L'ipotesi di Agar (1968)
- 5. Sebastiano Vassalli, Narcisso (1968)
- 6. Renato Pedio, Bricolages (1968)
- 7. Gianni Novak, Il bagatto (1969)
- 8. Aldo Rescio, Critica della ragione poetica
- 9. Franco Ruffini, Entro il margine d'errore (1970)
- 10. Gianni Celati, Comiche (1971)
- 11. Sebastiano Vassalli, Il millennio che muore (1972)
- 12. Cesare Mazzonis, La vocazione del superstite (1973)
- 13. Franco Ruffini, Analisi armoniche (1973)
- 14. Gabriella Drudi, Beatrice C. (1979)
- 15. Carlo Cristiano Delforno, Transizione (1979)

## Serie grigia
Con il titolo di "Serie letteraria. Straniera", dopo una serie di numeri d'apertura del 1965 uscirono, in contemporanea con la precedente sezione, testi con lo stesso spirito di sperimentazione, ma tradotti da altre lingue. I volumi compresero:
- 1. Arno Schmidt, Alessandro, o Della verità (1965)
- 2. Jean-Marie Gustave Le Clézio, Il verbale (1965)
- 3. Samuel Beckett, Come è (1965)
- 4. Peter Weiss, Congedo dai genitori (1965)
- 5. Gisela Elsner,  I nani giganti (1965)
- 6. James Purdy, Malcolm (1965)
- 7. Julio Cortázar, Bestiario (1965)
- 8. Claude Simon, Il palace (1965)
- 9. Ernst Augustin, La testa (1966)
- 10. Monique Witting, L'opoponax (1966)
- 11. Nathalie Sarraute, Martereau (1966)
- 12. Samuel Beckett, Novelle e testi per nulla (1967)
- 13. Claude Ollier, Estate indiana (1967)
- 14. Peter Weiss, Punto di fuga (1967)
- 15. Helmut Heißenbüttel, Testi 1, 2, 3 (1968)
- 16. Věra Linhartová, Interanalisi del fluito prossimo (1969)
- 17. Peter Weiss, Colloquio dei tre viandanti (1969)
- 18. Jean Thibaudeau, Ouverture (1969)
- 19. Michel Butor, Ritratto dell'artista da scimmiotto (1969)
- 20. Philippe Sollers, Dramma (1972)
- 21. Jean Thibaudeau, Immaginare la notte (1972)
- 22. Philippe Sollers, Numeri (1973)

## Serie verde
La serie verde, con il titolo di "La ricerca critica. Letteratura", è stata di maggiore durata e fortuna. Qualche titolo è stato poi riproposto (spesso in revisioni e riedizioni successive) in altre collane o incluso in libri che li comprendono. I libri della collana erano:
- 1. Guido Guglielmi, Letteratura come sistema e come funzione (1967)
- 2. Ezio Raimondi, Tecniche della critica letteraria (1967)
- 3. Gilles Deleuze, Marcel Proust e i segni (1967)
- 4. Furio Jesi, Letteratura e mito (1968)
- 5. Angelo Maria Ripellino, Letteratura come itinerario nel meraviglioso (1968)
- 6. Gérard Genette, Figure. Retorica e strutturalismo (1969)
- 7. Roland Barthes, Critica e verità (1970)
- 8. D'Arco Silvio Avalle, Tre saggi su Montale (1972)
- 9. Marcello Pagnini, Critica della funzionalità (1970)
- 10. Jean Roudaut, Il libro futuro. Saggio su Michel Butor (1970)
- 11. Walter Benjamin, Il dramma barocco tedesco
- 12. Francesco Orlando, Lettura freudiana della «Phédre»
- 13. Enrico De Angelis, Arte e ideologia grande borghese: Mann, Musil, Kafka, Brecht (1971)
- 14. Gérard Genette, Figure II. La parola letteraria (1972)
- 15. Renato Oliva e Alessandro Portelli, Conrad: l'imperialismo imperfetto
- 16. Roland Barthes, S/Z
- 17. Jurij Nikolaevič Tynjanov, Formalismo e storia letteraria: tre studi sulla poesia russa (1973)
- 18. Francesco Orlando, Per una teoria freudiana della letteratura (1973)
- 19. Northrop Frye, Favole d'identità. Studi di mitologia poetica (1973)
- 20. Guido Almansi, L'estetica dell'osceno
- 21. Mario Lavagetto, La gallina di Saba
- 22. Cesare Cases e Claudio Magris, L'anarchico al bivio. Intellettuale e politica nel teatro di Dorst (1974)
- 23. Gian Biagio Conte, Memoria dei poeti e sistema letterario: Catullo, Virgilio, Ovidio, Lucano (1974)
- 24. Guido Guglielmi, Ironia e negazione (1974)
- 25. Péter Szondi, Poetica dell'idealismo tedesco (1974)
- 26. Giorgio Melchiori e Barbara Arnett, Il gusto di Henry James (1974)
- 27. Gian Paolo Caprettini, San Francesco, il lupo, i segni (1974)
- 28. Angelo Jacomuzzi, Una poetica strumentale: Gabriele D'Annunzio (1974)
- 29. Albert Henry, Metonimia e metafora (1979)
- 30. Enrico De Angelis, Qualcosa su Manzoni (1980)
- 31. Walter Siti, Il realismo dell'avanguardia (1975)
- 32. Gianni Celati, Finzioni occidentali. Fabulazione comicità scrittura (1975)
- 33. Beniamino Placido, Le due schiavitù. Per un'analisi dell'immaginazione americana (1975)
- 34. Mario Lavagetto, L'impiegato Schmitz e altri saggi su Svevo (1975)
- 35. Luigi Forte, La poesia dadaista tedesca (1976)
- 36. Gérard Genette, Figure III. Discorso del racconto (1976)
- 37. Roland Bourneuf e Real Ouellet, L'universo del romanzo (1976)
- 38. Anco Marzio Mutterle, L'immagine arguta: lingua, stile, retorica di Pavese (1977)
- 39. Lino Gabellone, L'oggetto surrealista. Il testo, la città, l'oggetto in Breton (1977)
- 40. Barbara Lanati, L' Avanguardia americana. Tre esperimenti: Faulkner, Stein, W. C. Williams (1977)
- 41. Fausto Curi, Perdita d'aureola (1977)
- 42. Cesare Acutis, La leggenda degli infanti di Lara: due forme epiche nel Medioevo occidentale (1978)
- 43. Laura Mancinelli, Il messaggio razionale dell'avanguardia (1978)
- 44. Guido Almansi (a cura di), Tre sondaggi sul Belli (1978)
- 45. Francesco Orlando, Lettura freudiana del «Misanthrope» e due scritti teorici (1979)
- 46. Giusi Baldissone, Il male di scrivere. L'inconscio e Montale (1979)
- 47. Guido Guglielmi, L'udienza del poeta: saggi su Palazzeschi e il futurismo (1979)
- 48. Alessandro Finzi, Modelli grafici e critica letteraria (1979)
- 49. Fausta Garavini, La casa dei giochi: idee e forme nel Seicento francese (1980)
- 50. Gabriella Contini, Il quarto romanzo di Svevo (1980)
- 51. Julia Kristeva, Materia e senso. Pratiche significanti e teoria del linguaggio (1980)
- 52. Francesco Orlando, Illuminismo e retorica freudiana (1982)
- 53. Enza Biagini, Racconto e teoria del romanzo (1983)

## Serie blu
Con il titolo di "Serie critica. Cinema, musica, teatro", uscirono i testi critici non di letteratura. I volumi erano:
- 1. Guido Davico Bonino, Gramsci e il teatro (1972)
- 2. Massimo Castri, Per un teatro politico. Piscator Brecht Artaud (1973)
- 3. Franco Quadri, Il rito perduto. Luca Ronconi (1973)
- 4. Masolino D'Amico, Scena e parola in Shakespeare (1974)
- 5. Gianfranco Vinay, L'America musicale di Charles Ives (1974)
- 6. Boris Porena, Musica/società. Inquisizioni musicali II (1975)
- 7. Paolo Gallarati, Gluck e Mozart (1975)
- 8. Filiberto Menna, La linea analitica dell'arte moderna. Le figure e le icone (1975)
- 9. Joseph Chaikin, La presenza dell'attore. Appunti sull'Open Theater (1976)
- 10. Massimo Mila, Maderna, musicista europeo (1976)
- 11. Giuseppina Restivo, La nuova scena inglese: Edward Bond (1977)
- 12. Franco Quadri, L'avanguardia teatrale in Italia. Materiali 1960-76 (2 volumi, 1977)
- 13. Franco Quadri, Il teatro degli anni settanta. Tradizione e ricerca: Stein, Chereau, Ronconi, Mnouchkine, Gruber, Bene (1982)
- 14. Franco Quadri, Il teatro degli anni settanta. Invenzione di un teatro diverso: Kantor, Barba, Foreman, Wilson, Monk, Terayame (1984)